# Anna Shchupak
Anna Shchupak (russisch Анна Щупак; engl. Transkription Anna Shchupak; * 7. Februar 1983 in der Sowjetunion) ist eine ehemalige usbekische Tennisspielerin.

## Karriere
Shchupak spielte 2000 und 2002 ein Einzel und fünf Doppel für die usbekische Fed-Cup-Mannschaft. Sowohl das Einzel als auch drei der fünf Doppel konnte sie gewinnen.

### College Tennis
Shchupak spielte 2003 bis 2007 für die Damentennismannschaft der Panthers der Georgia State University. 2006 wurde sie von der ITA als All-American ausgezeichnet.